# Junge Aktion
Die Junge Aktion (JA) ist der Jugendverband der Ackermann-Gemeinde und Mitglied in der Aktion West-Ost im Bund der deutschen katholischen Jugend (BDKJ).
Der Schwerpunkt der Arbeit liegt aus der Verbandsgeschichte heraus – die Junge Aktion wurde 1950 von christlichen vertriebenen Jugendlichen aus Böhmen, Mähren und Schlesien gegründet – in der Begegnung mit den mittel- und osteuropäischen Nachbarn.
Die Junge Aktion ist eine Gemeinschaft von Kindern und Jugendlichen zwischen 10 und 26 Jahren, die durch ihre Aktivitäten zu einem „Europa der Menschen“ beitragen möchte. Sie fördert die Entwicklung und Entfaltung Jugendlicher auf dem Weg zu einem verantwortungsbewussten Leben in Staat und Gesellschaft und beteiligt sich aktiv am Zusammenwachsen Europas.

## Geschichte
1946 schlossen sich katholische Heimatvertriebene unter Hans Schütz und Pater Paulus Sladek OSA zur Ackermann-Gemeinde zusammen. In Anlehnung an die Dichtung Der Ackermann aus Böhmen (um 1400) bemühten sie sich um eine positive Bewältigung ihres Schicksals. Ziel dieses Zusammenschlusses war, den Menschen in der neuen Heimat Berater, Tröster und Helfer zu sein sowie zur Versöhnung zwischen Deutschen und Tschechen bzw. Slowaken beizutragen.
1950 wurde auf Burg Wörth die Junge Aktion gegründet. Ihre Ziele zu dieser Zeit waren Persönlichkeitsbildung, volkspolitische Bildung und Vertiefung des Glaubens. Zu ihrem Anliegen gehörte eine gute Nachbarschaft im Osten, die Auseinandersetzung mit dem Kommunismus und Hilfe für die verfolgte Kirche. Seit 1951 arbeitete die Junge Aktion neben anderen Mitgliedsverbänden als „Aktion für heimatvertriebene Jugend“ – heute Aktion West-Ost im BDKJ mit. Die ersten Leitsätze der Jungen Aktion wurden 1956 verkündet.
In den 1960er Jahren wurde über Privat- und Gruppenreisen Kontakt mit Gruppen der nicht erlaubten katholischen Jugend in der ČSSR geknüpft und gepflegt. Außerdem wurde in Zusammenarbeit mit dem Sozialwerk der Ackermann-Gemeinde theologische Literatur, die den Aufbruch des Zweiten Vatikanischen Konzils reflektierte, für interessierte Theologen bei solchen Reisen mitbefördert. Während des Prager Frühlings konnten tschechische Jugendliche zur Teilnahme an einer Bundeswoche der Jungen Aktion und anschließenden Ferien nach Deutschland kommen. Am Ende der 60er Jahre aber wurde der Eiserne Vorhang wieder geschlossen und die Verbindung war nur über Einzelkontakte aufrechtzuerhalten.
In den 1970er Jahren beschäftigte man sich mit der Anerkennung der DDR und dem Frieden mit Mittelosteuropa angesichts der neuen Ostverträge. Eine Überarbeitung der Leitsätze fand 1973 bis 1975 statt. Nun wurden neben der geschichtlichen Entwicklung vor allem auch Bedingungen für Versöhnung thematisiert. Neue Formen in Jugendarbeit und Gottesdienstgestaltung – beflügelt durch das Zweite Vatikanische Konzil – sorgten ebenso wie neue Fragestellungen – häufig Europa-bezogen – für „frischen Wind“.
Anfang der 1980er Jahre beschäftigte sich die Junge Aktion vor allem mit Themen der Demokratieerziehung, der europäischen Integration, mit Minderheiten in Europa und den Menschenrechten. Die Kontakte zu tschechischen Jugendlichen intensivierten sich. Zunehmend arbeiteten auch Jugendliche ohne familiale Vertreibungsgeschichte mit.
Nach dem Fall des Eisernen Vorhangs wurden verstärkt Reisen organisiert, mit dem Ziel, die östlichen Nachbarn kennenzulernen. 1989 fand die erste Begegnungswoche in Prag statt. In den 1990er Jahren änderte sich das politische Umfeld in Deutschland und Europa und damit auch die Form der Jugendarbeit. Die ersten Partnergruppen in der Tschechischen Republik entstanden aus den gemeinsamen Aktivitäten; 1998 konnten mit der deutsch-tschechischen Kinder- und Jugendbegegnung Plasto Fantasto erstmals die Altersgruppe acht bis 15 Jahre einbezogen werden. Ebenfalls 1998 erhielt die Junge Aktion Würzburg zusammen mit den Partnergruppen Rytmika Sumperk und Talita Kum der St. Ursula Schule den Würzburger Friedenspreis für ihre langjährigen deutsch-tschechischen Jugendbegegnungen. Durch die persönlichen Kontakte dieser Jugendbegegnungen lernen sich Deutsche und Tschechen kennen, beginnen die Geschichte ihrer Länder aufzuarbeiten und praktizieren auf dieser „Graswurzelebene“ gelebte Völkerverständigung. Auf politischer Ebene führte dieses Projekt zur Landkreispartnerschaft zwischen Šumperk und dem Landkreis Würzburg. Das Komitee Würzburger Friedenspreis sah in dem ausgezeichneten Projekt ein Modell für die notwendige Versöhnung zwischen Menschen, die von Krieg und Vertreibung betroffen sind, z. B. Menschen aus dem Bosnien oder im Kosovo.
2002 wurde die Leitsätze (Satzung der Jungen Aktion) auf den aktuellen Stand gebracht und den neuen politischen Gegebenheiten angepasst. Zusätzlich zu den Verbindungen zu tschechischen Jugendgruppen entstand ein intensiver Austausch mit Jugendlichen aus der Slowakei, vor allem über Hej Spiš. Seit 2006 kann jährlich ein junger Mensch aus Tschechien oder der Slowakei im Rahmen eines Freiwilligendienstes in München die Arbeit der Jungen Aktion mit gestalten.

## Deutsch-tschechische Beziehungen
Seit dem Fall des Eisernen Vorhangs 1989 setzt sich die Junge Aktion intensiv für eine gute deutsch-tschechische Nachbarschaft ein. Als zentrales Element wird hierbei die Begegnungsarbeit zwischen jungen Menschen aus Deutschland, Tschechien und der Slowakei angesehen, die sich in zahlreichen gemeinsamen Projekten widerspiegelt. Darüber hinaus versucht die Junge Aktion ihrem Anliegen einer guten Nachbarschaft in der Mitte Europas auch auf der politischen Bühne Gewicht zu verleihen. Im März 2008 forderte der Bundesvorstand einen Ausbau des Tschechischunterrichts an bayerischen Schulen. Am Sudetendeutschen Tag 2008 in Nürnberg belebte der Jugendverband mit einer Anhörung eine alte Debatte unter den Sudetendeutschen wieder, ob ein Sudetendeutscher Tag nicht auch in Tschechien stattfinden könnte.

## Leitsätze

### Christliches Leben
Die Junge Aktion der Ackermann-Gemeinde bekennt sich zum christlichen Glauben, nach dem der Mensch personales, soziales und in Beziehung zu Gott stehendes Wesen ist und orientiert sich an den christlichen Grundwerten Gerechtigkeit, Frieden, Solidarität und Nächstenliebe. Jeder Mensch besitzt Würde, für deren Anerkennung sich die Junge Aktion einsetzt. Andersgläubigen begegnet die Junge Aktion offen und dialogbereit. Als Verband und als Einzelne übernehmen sie Verantwortung in ihrem Umfeld, in der Gesellschaft und in der Kirche, deren Teil sie sind.

### Menschenrechte
Die Junge Aktion der Ackermann-Gemeinde wendet sich gegen Menschenrechtsverletzungen weltweit und gegen eine Vereinnahmung des Menschen durch Staat und Ideologien. Jeder Diskriminierung von Individuen und Gruppen tritt die Junge Aktion entschieden entgegen, besonders wenn sie aufgrund von religiöser und ethnischer Zugehörigkeit geschieht. Die Mitglieder setzen sich für die Verwirklichung von Demokratie und sozialer Gerechtigkeit ein, um somit die Ursachen von Flucht und Vertreibung zu bekämpfen. Die Integration von Mitmenschen, die von Migration betroffen sind, ist Bestandteil der Arbeit der Jungen Aktion.

### Begegnung mit den mittel- und osteuropäischen Nachbarn
Zentrales Anliegen der Arbeit der Jungen Aktion der Ackermann-Gemeinde ist die Begegnung mit jungen Menschen der mittel- und osteuropäischen Nachbarländer, insbesondere der Tschechischen Republik. Begegnung besitzt für die Junge Aktion eine historische, politische, kulturelle und soziale Dimension. Die Mitglieder der Jungen Aktion engagieren sich dabei für eine gleichberechtigte Partnerschaft, die sie als interkulturellen Austausch der Gaben verstehen. Als Grundlage dafür vermittelt die Junge Aktion Kenntnisse in Geschichte, Kultur, Religion, Gesellschaft und Sprache Mittel- und Osteuropas.

### Europa der Menschen
Durch die politische Einigung aller Staaten Europas kann eine dauerhafte Überwindung von Nationalismen gelingen. In diesem Prozess muss politisches Handeln am Menschen orientiert sein. Mit der Arbeit der Jungen Aktion wird hierfür das Fundament gelegt und Europa für den Einzelnen erfahrbar gemacht. Dieses Europa der Menschen sieht die Junge Aktion als einen Beitrag zum Weltfrieden.

## Struktur
Die verantwortliche Leitung der Junge Aktion übernehmen Bundesvorstand und Bundesführung. Die Bundesführung besteht aus maximal vier Bundessprechern, dem Geistlichen Beirat und dem Bundesgeschäftsführer. Die Aufgabe der Bundesführung ist die Leitung der Jungen Aktion und ihrer Organe nach den Beschlüssen des Bundesvorstandes. Sie vertritt die Interessen der Jungen Aktion nach innen und außen. Der Bundesvorstand besteht aus der Bundesführung, fünf von den Mitgliedern gewählten Vorstandsmitgliedern, einem Medienvertreter, einem Vertreter für die Kinder- und Jugendfreizeiten mit der Bezeichnung „Plasto“, je einem delegierten Mitglied der Ackermann-Gemeinde e.V. und der Ackermann-Gemeinde, dem Jugendbildungsreferenten sowie aus berufenen und kooptierten Mitgliedern.
Die Bundessprecher und ihre Stellvertreter werden von den Mitgliedern auf zwei Jahre gewählt. Der Geistliche Beirat und der Bundesgeschäftsführer werden auf Vorschlag der Bundessprecher und Stellvertreter vom Bundesvorstand bestätigt. Der Bundesvorstand ist das beschließende Organ der Jungen Aktion und verantwortlich für die Gestaltung der Arbeit und die Aktivitäten der Jungen Aktion auf oberster Ebene. Zu seinen besonderen Aufgaben gehört die Planung und Durchführung von Projekten und Begegnungen. Der Vorstand hat die Mitgliederversammlung über seine Arbeit zu unterrichten.

## Rechtsträger
Rechtsträger der Jungen Aktion ist die Ackermann-Gemeinde e.V. mit Sitz in München. Finanzielle Fragen und die hauptamtliche Tätigkeit von Jugendreferenten sind ihr anvertraut. In allen anderen Angelegenheiten entscheidet die Junge Aktion selbstständig.

## Mitgliedschaft
Mitglied der Jungen Aktion kann werden, wer bereit ist, sich für die in den Leitsätzen ausgedrückten Aufgaben und Ziele einzusetzen und die Gemeinschaft der Jungen Aktion mitzutragen. Mitglieder müssen mindestens zehn Jahre alt sein.

## Veranstaltungen
Die regelmäßigen Begegnungen der Jungen Aktion sind unter anderen:
- eine politische Weiterbildungswoche über die Ostertage,
- das deutsch-tschechische Silvester,
- eine Sommerwoche,
- internationale Leiterschulungen,
- Kinder- und Jugendtage,
- deutsch-tschechische Kinder- und Jugendbegegnungen

## Partnerverbände /-organisationen

### Antikomplex
Die von tschechischen Schülern und Studenten gegründete Bürgerinitiative Antikomplex widmet sich den schwierigen Themen der deutsch-tschechischen Geschichte. Besonders bekannt wurde Antikomplex durch ihre Ausstellung „Zmizelé sudety Das verschwundene Sudetenland“, für die sie 2005 mit dem Georg Dehio-Kulturpreis ausgezeichnet wurden. Die Junge Aktion veranstaltete 2002 anlässlich des 60. Jahrestages der Zerstörung von Ležáky gemeinsam mit Antikomplex ein Seminar zur Erinnerungskultur. Seitdem gibt es eine enge Zusammenarbeit zwischen Junger Aktion und Antikomplex, u. a. als Partner bei der „Spurensuche im tschechischen Grenzgebiet“.

### Mládež pro interkulturni porozumĕni
Die tschechische Partnergruppe der Jungen Aktion in Brünn, Tschechien wurde 1998 als Jugendverband gegründet. „Mládež pro interkulturni porozuměni“ (MIP) heißt übersetzt „Jugend für interkulturelle Verständigung“ und ist eine Vereinigung von jungen Leuten ab 16 Jahren, die sich für Fragen der gegenwärtigen Gesellschaft, Politik und Kultur im tschechischen und (mittel)europäischen Raum interessieren. Die Mitglieder verbindet das gemeinsame Interesse an der Entwicklung der Kommunikation über diese Fragen, sowohl in der Tschechischen Republik, als auch zwischen der tschechischen Öffentlichkeit und den benachbarten Ländern. Bekanntestes Mitglied der Gruppe war Ondřej Liška, Minister für Schule, Jugend und Sport der Tschechischen Republik in den Jahren 2007–2009.

### Rytmika Šumperk
Zweite Partnergruppe der Jungen Aktion ist „Rytmika Šumperk“. Diese Gruppe ist ursprünglich die Sing- und Spielgruppe der Stadtpfarrei von Šumperk, Tschechien. Seit 1995 existiert Rytmika Šumperk als eingetragener Verein mit dem Hauptanliegen, Begegnungsfahrten vor allem mit der Jungen Aktion der Diözese Würzburg durchzuführen. Hauptziel sind Begegnungen mit deutschen Jugendlichen, bei denen u. a. das gemeinsame Singen eine große Rolle spielt. Wichtig für alle Tätigkeiten ist die christliche Motivation der Mitglieder, die im Alter zwischen 14 und 26 Jahren sind.
Rytmika hat bereits zwei CDs und das mit der Jungen Aktion Würzburg gemeinsam erarbeitete Liederbuch „Banana“ herausgegeben.

### Hej Spiš
Durch eine Schulpartnerschaft mit Jugendlichen aus Levoča entstanden im Jahr 2003 erste Kontakte mit der Jungen Aktion Bamberg / Eichstätt. Durch die Teilnahme und Mitorganisation an vielen Veranstaltungen auf Bundesebene beschlossen sie 2005, in der Ostslowakei einen eigenen Verband mit dem Namen Hej (dt.: Ja) zu gründen, um selbst als Partner der Jungen Aktion Begegnungen mit deutschen und tschechischen Jugendlichen zu organisieren und so den slowakisch-tschechisch-deutschen Dialog zu bereichern.

### JUKON (Jugend-Kontakt-Organisation)
Die JUKON ist der Jugendverband der deutschen Minderheit in Tschechien. Sie wollen durch ihre Aktivitäten zu einem positiven Verhältnis der Deutschen und Tschechen und anderer Minderheiten beitragen. Die Junge Aktion kooperiert mit der JUKON bei der „Spurensuche im tschechischen Grenzgebiet“.

### Spirála
Als jüngster Partnerverband aus Tschechien hat sich 2009 Spirála gegründet. Spirála ist die tschechische Partnerorganisation zur Jungen Aktion der Ackermann-Gemeinde und HEJspiš und ist eine Organisation, die Bildungsarbeit mit Kindern und Jugendlichen macht. Sie entstand als Idee einiger tschechischer Mitglieder der Jungen Aktion aus Brünn, die sich gerne zu einer tschechischen Partnerorganisation zusammenschließen wollten. Spirála konzentriert sich auf die Zielgruppe der Jugendlichen und jungen Menschen, die gerne etwas mehr über die Politik, die gemeinsame Geschichte von Deutschen, Tschechen, Slowaken und anderen Europäern erfahren möchten. Das Hauptziel von Spirála ist, bei den internationalen Begegnungen und Projekten tschechischer Partner zu sein, und sich gemeinsam auch inhaltlich weiterzuentwickeln.